# Astragalus hsinbaticus
Astragalus hsinbaticus là một loài thực vật có hoa trong họ Đậu. Loài này được P.Y.Fu & Y.A.Chen miêu tả khoa học đầu tiên.